# Komatar (priimek)
Komatar je priimek v Sloveniji, ki ga je po podatkih Statističnega urada Republike Slovenije na dan 1. januarja 2010 uporabljalo 163 oseb.

## Znani nosilci priimka
- Franc Komatar (1875—1922), zgodovinar, gimnazijski profesor